# Arthur Wing Pinero
Arthur Wing Pinero (24 de maio de 1855 – 23 de novembro de 1934) foi um ator, dramaturgo e diretor teatral britânico.

## Biografia
Pinero nasceu em Londres, Inglaterra. Era filho de Lucy e John Daniel Pinero. Seu avô paterno era de uma família judia sefardita, enquanto seus outros avós eram de uma família cristã inglesa. Antes de se dedicar ao teatro, estudou direito na Universidade de Londres.
Em 1874, ele juntou-se a companhia teatral de R. H. Wyndham no Teatro Royal em Edimburgo, Escócia. Posteriormente atuou em Liverpool, na companhia teatral de Henry Irving no Teatro Lyceum em Londres, em 1876, onde atuou em papéis secundários durante cinco anos. Mais tarde atuou sob a direção de Squire Bancroft no Haymarket Theatre. Em 1884, recebeu críticas positivas pela atuação em The Rivals, obra de Richard Brinsley Sheridan.
Pinero começou a escrever peças teatrais no final da década de 1870 enquanto estava no Lyceum, entre elas Daisy's Escape em 1879 e Bygones em 1880. Ele se tornou um dramaturgo bem-sucedido e prolífico, com um total de cinquenta e nove obras, entre as quais incluem dramas sociais, algumas tratando da hipocrisia social em torno das atitudes em relação as mulheres, como a ocorrência de segundos casamentos. Entre as obras estavam His House in Order e The Second Mrs Tanqueray (1893).
Sua farsa The Amazons foi adaptada em um filme homônimo em 1917, estrelado por Marguerite Clark. Seu romance de 1923, The Enchanted Cottage foi adaptado com êxito para o cinema em 1924 e 1945. His House in Order foi adaptado em
1928 num filme mudo protagonizado por Tallulah Bankhead, mas o filme foi perdido. Ambas The Magistrate e Dandy Dick foram adaptadas para o cinema com Will Hay no papel principal.
Sua ópera The Beauty Stone, escrita com a colaboração de Arthur Sullivan e J. Comyns Carr, ganhou popularidade em tempos recentes, embora o diálogo tenha sido abreviado.
Pinero foi nomeado cavaleiro em 1909, tornando-se o segundo homem a receber a honraria por seus serviços ao teatro depois de W. S. Gilbert. Embora tremendamente populares em sua época, suas obras são raramente representadas nos dias atuais. Mesmo nos seus últimos anos, o autor viu seus trabalhos começarem a sair de moda.
Arthur Wing Pinero morreu em Londres, Inglaterra, em 1934, aos 79 anos, em consequência de complicações depois de ser submetido a uma intervenção cirúrgica de emergência.
Pinero foi um dos poucos dramaturgos de seu tempo, além de William Gillette e Oscar Wilde, que escreveu papéis de importância para protagonistas femininas, mas muitas atrizes tinham suas próprias ideias de como interpretar certas cenas, muitas vezes diferentes das do próprio autor. Depois de muitos testes, Pinero encontrou a solução para o problema: nos ensaios, ele explicava claramente como queria a cena. Em seguida, ele tomava o seu lugar na plateia para assistir a atriz atuando a seu modo. Então ele se levantava em direção a atriz e gritava, "Perfeito, perfeito! Esta noite fará exatamente assim!". E por algum motivo, naquela noite, a atriz fazia exatamente como o autor queria.[carece de fontes?]

## Obras (seleção)
- The Squire (1881)
- The Magistrate (1885)
- The Schoolmistress (1886)
- Dandy Dick (1887)
- Sweet Lavender (1888)
- The Second Mrs. Tanqueray (1893)
- The Notorious Mrs. Ebbsmith (1895)
- Trelawny of the Wells (1898)
- The Gay Lord Quex (1899)
- Iris (1901)
- Mid-Channel (1909)
- The Enchanted Cottage (1923)

## Filmes
- 1945: The Enchanted Cottage
- 1952: The second Mrs. Tanqueray